# Vladimír Figura
Vladimír Figura (* 1. února 1962) je bývalý slovenský fotbalista, brankář.

## Fotbalová kariéra
V československé lize hrál za Duklu Banská Bystrica, Lokomotivu Košice a ZVL Považská Bystrica. V československé lize nastoupil v 53 utkáních, ve slovenské lize nastoupil v 17 utkáních.

## Ligová bilance
| Ročník                                   | Zápasy | Góly | Klub                  |
| ---------------------------------------- | ------ | ---- | --------------------- |
| 1. československá fotbalová liga 1981/82 | 8      | 0    | Dukla Banská Bystrica |
| 1. československá fotbalová liga 1984/85 | 12     | 0    | Lokomotiva Košice     |
| 1. československá fotbalová liga 1985/86 | 22     | 0    | Lokomotiva Košice     |
| 1. československá fotbalová liga 1989/90 | 11     | 0    | ZVL Považská Bystrica |
| Corgoň liga 1993/94                      | 8      | 0    | Lokomotiva Košice     |
| Corgoň liga 1994/95                      | 9      | 0    | Lokomotiva Košice     |
| CELKEM                                   | 70     | 0    |                       |